# 東京都道133号小川山府中線

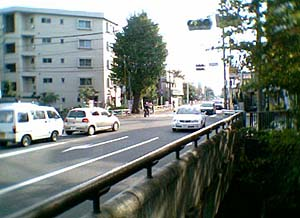
起点、喜平橋（玉川上水）。本道は右奥へ続く。

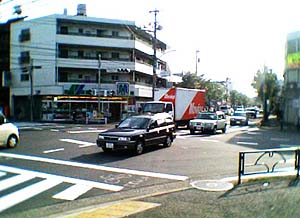
本多5丁目交差点。本道は左手前から右奥へ続く。

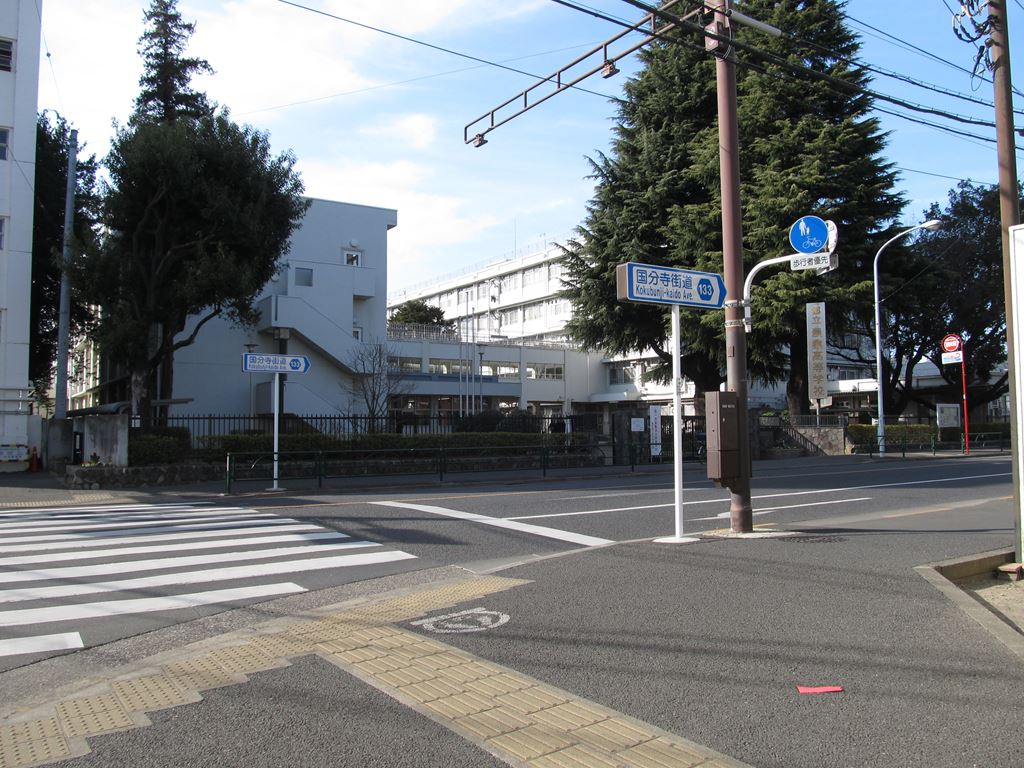
寿町1丁目、東京都立農業高等学校。けやき並木北交差点。左手前はけやき並木通り。

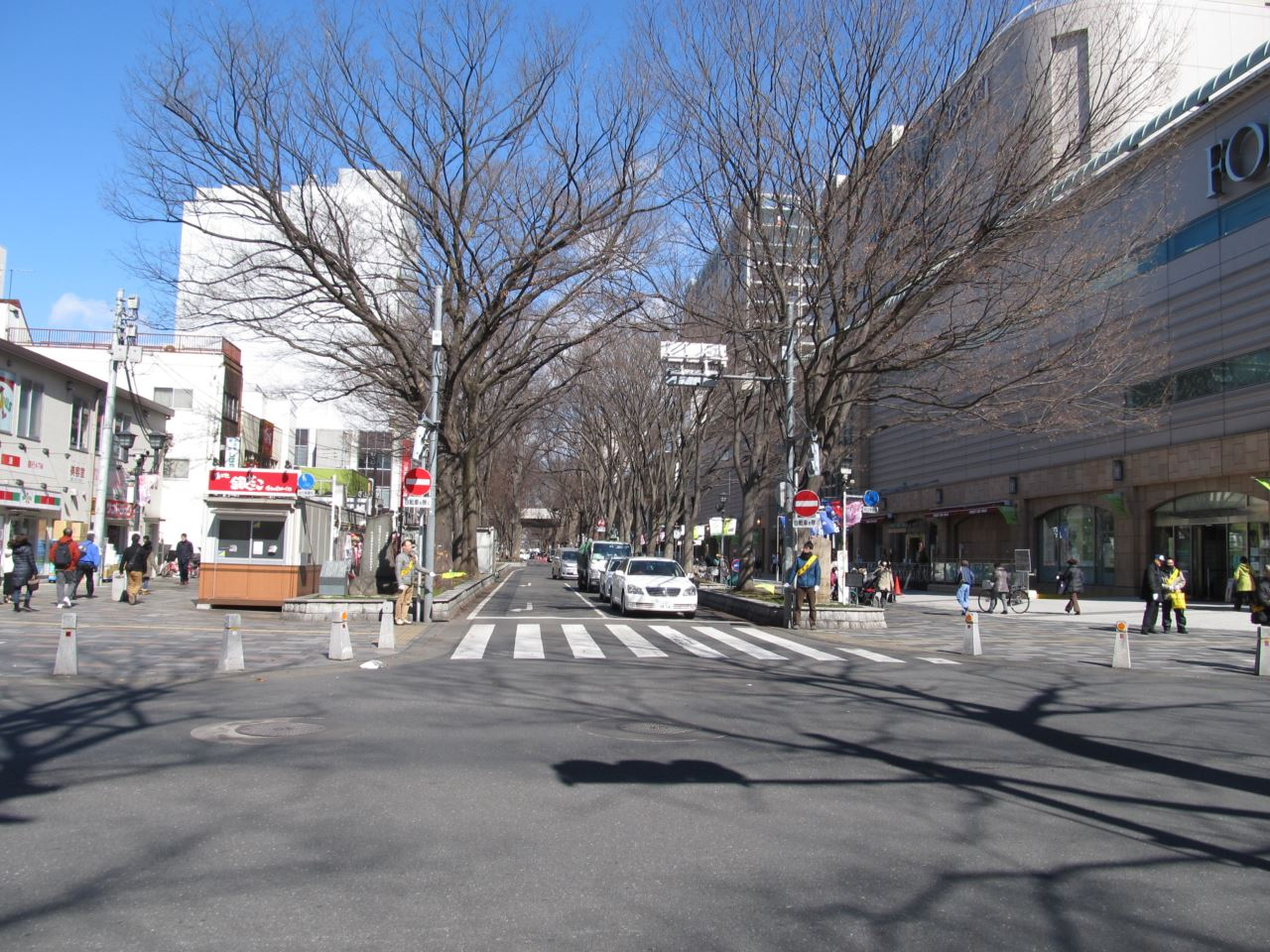
終点、大国魂神社前交差点。正面はけやき並木通り。右側の建物はフォーリスおよび伊勢丹府中店。

東京都道133号小川山府中線（とうきょうとどう133ごう おがわやまふちゅうせん）は、東京都小平市と府中市を結ぶ一般都道である。

## 概要
- 起点：小平市上水南町三丁目 - 喜平橋交差点（東京都道7号杉並あきる野線交点・東京都道132号小川山田無線）
- 終点：府中市宮西町二丁目 - 大国魂神社前交差点（東京都道229号府中調布線交点） ※ただしけやき並木通り区間が平成22年2月25日に都道として廃止されており、実質的には府中市府中町一丁目のけやき並木北交差点が終点である。
- 延長：4,485m[1]
- 面積：62,623m2
- 都市計画路線名：小平3.4.18、国分寺3.4.11、府中3.4.21
- 都道認定要件：地方開発のため特に必要な道路

## 通称
- 国分寺街道（おおむね国分寺駅付近から府中駅付近まで）

## 通過する自治体
- 東京都
  - 小平市 - 小金井市 - 国分寺市 - 府中市

## 重複区間
- 東京都道145号立川国分寺線（本多五丁目交差点 - 南町二丁目交差点）

## 交差している道路
- 本多五丁目交差点（東京都道134号恋ヶ窪新田三鷹線、東京都道145号立川国分寺線）
- 南町二丁目交差点（東京都道145号立川国分寺線）
- 栄町交番前交差点（東京都道14号新宿国立線・（東八道路））
- 大國魂神社前交差点（東京都道229号府中調布線・（旧甲州街道））

## 交差している鉄道
- 中央本線　国分寺駅～武蔵小金井駅間
- 京王線　府中駅

## 沿線の主な施設
- 文化学園大学小平キャンパス
- サレジオ小学校・中学校
- 情報通信研究機構電波研究所
- 東京学芸大学
- 早稲田実業学校
- 国分寺市立第二中学校
- 国分寺市立第七小学校
- 東京経済大学
- 多摩情報経理学校
- 殿ヶ谷戸庭園
- 明星中学校・高等学校
- 東京農工大学
- 府中市立府中第一中学校
- 東京都立農業高等学校
- 大國魂神社
- 府中市役所